# RSO Records
RSO Records was een Amerikaans platenlabel, dat in 1973 door Robert Stigwood werd opgericht. "RSO" is een afkorting van Robert Stigwood Organization. De distributie is door de jaren heen verzorgd door achtereenvolgens Atlantic Records, Polydor Records en Polygram Records. RSO was in de periode van 1978 tot 1981 een onafhankelijk platenlabel. Het label werd in 1983 opgenomen in Polygram.
RSO Records gaf soundtrackalbums (zoals Sgt. Pepper's Lonely Hearts Club Band, Grease en Saturday Night Fever) en platen uit van onder meer de Bee Gees, Gene Clark, Yvonne Elliman en Eric Clapton.